# 福富町下竹仁
福富町下竹仁（ふくとみちょうしもたけに）とは、広島県東広島市の大字。全域で住居表示未実施である。

## 概要
福富地区の中央部に位置し、旧竹仁村の一部を構成する。硫黄山の南東、沼田川上流域に位置している。
中世以前は西側の上竹仁とあわせて「竹仁村」とまとめて称された。この「竹仁」は高い土地を表す「高丹（たかに）」が転訛したとも、小野篁に尊称の「仁」をつけたことに由来するとも言われている。なおこの「竹仁村」という名称は、1889年に町村制が施行された際に発足した同名の村にも用いられている。

## 沿革
- 1889年（明治22年）4月1日 - 町村制施行。豊田郡下竹仁村と上竹仁村が合併し、豊田郡竹仁村が発足する。旧下竹仁村は「下竹仁」として竹仁村の大字となる[2][4]。
- 1955年（昭和30年）7月10日 - 竹仁村と豊田郡久芳村が合併し、豊田郡福富町が発足する。下竹仁は福富町の大字となる[2][4]。
- 1956年（昭和31年）4月1日 - 福富町の所属郡が豊田郡から賀茂郡に変更になる[5]。
- 2005年（平成17年）2月7日 - 福富町他4町が東広島市に編入される。下竹仁は「福富町下竹仁」として東広島市の大字となる[6]。
- 2021年（令和3年）3月28日 - 東広島市立竹仁小学校の閉校式が実施される[7]。

## 交通

### 鉄道
町内に鉄道はない。最寄り駅はJR山陽本線の西条駅・西高屋駅など。いずれも10km程度離れている。

### バス
町内にバス路線は走っていない。福富町久芳のバス停が最寄りである。福富町久芳#バスも参照。

### 道路

#### 主要地方道
- 広島県道33号瀬野川福富本郷線

#### 一般地方道
- 広島県道340号下竹仁久芳線

## 施設・名所など
- 東広島市立福富小学校・中学校
- 福富多目的グラウンド
- 明眼寺
- 認定こども園たけに
- 福富物産しゃくなげ館

## 学区
公立小学校に通学する場合、福富小学校ならびに福富中学校に通学することになる。
かつては町内に竹仁小学校があったが、2021年3月末をもって久芳小学校と統合され、新たに福富小学校となったために閉校された。

## 面積
2020年時点での面積は13.230161316㎢である。

## 世帯数・人口
2024年9月末での世帯数は454世帯、人口は943人である。